# McLaren MP4/9
Chronologie des modèles (1994)
McLaren MP4/8 McLaren MP4/10
La McLaren MP4/9 est la monoplace de Formule 1 engagée par l'écurie McLaren Racing dans le cadre de la saison 1994 de Formule 1.
Ayrton Senna étant parti rejoindre Williams, son équipier finlandais Mika Häkkinen prend sa place tandis que l'Anglais Martin Brundle, venu de l'écurie française Ligier, hérite du baquet de second pilote. Le Français Philippe Alliot est quant à lui promu pilote d'essai, mais il dispute une course cette saison aux côtés de Brundle lors du Grand Prix de Hongrie, après que Häkkinen a été suspendu pour avoir provoqué un énorme carambolage lors du Grand Prix précédent, en Allemagne.
La MP4/9 a été conçue par l'ingénieur anglais Neil Oatley. Le moteur V8 Ford est remplacé par un V10 Peugeot Sport qui apparaît pour la première fois en Formule 1. Malgré un châssis raté, Häkkinen parvint à décrocher six podiums contre deux pour Brundle. Le moteur Peugeot est extrêmement fragile : par neuf fois, les pilotes McLaren ont abandonné sur casse moteur. En fin de saison, McLaren annonce un partenariat avec le motoriste allemand Mercedes-Benz pour la saison 1995.

## Conception

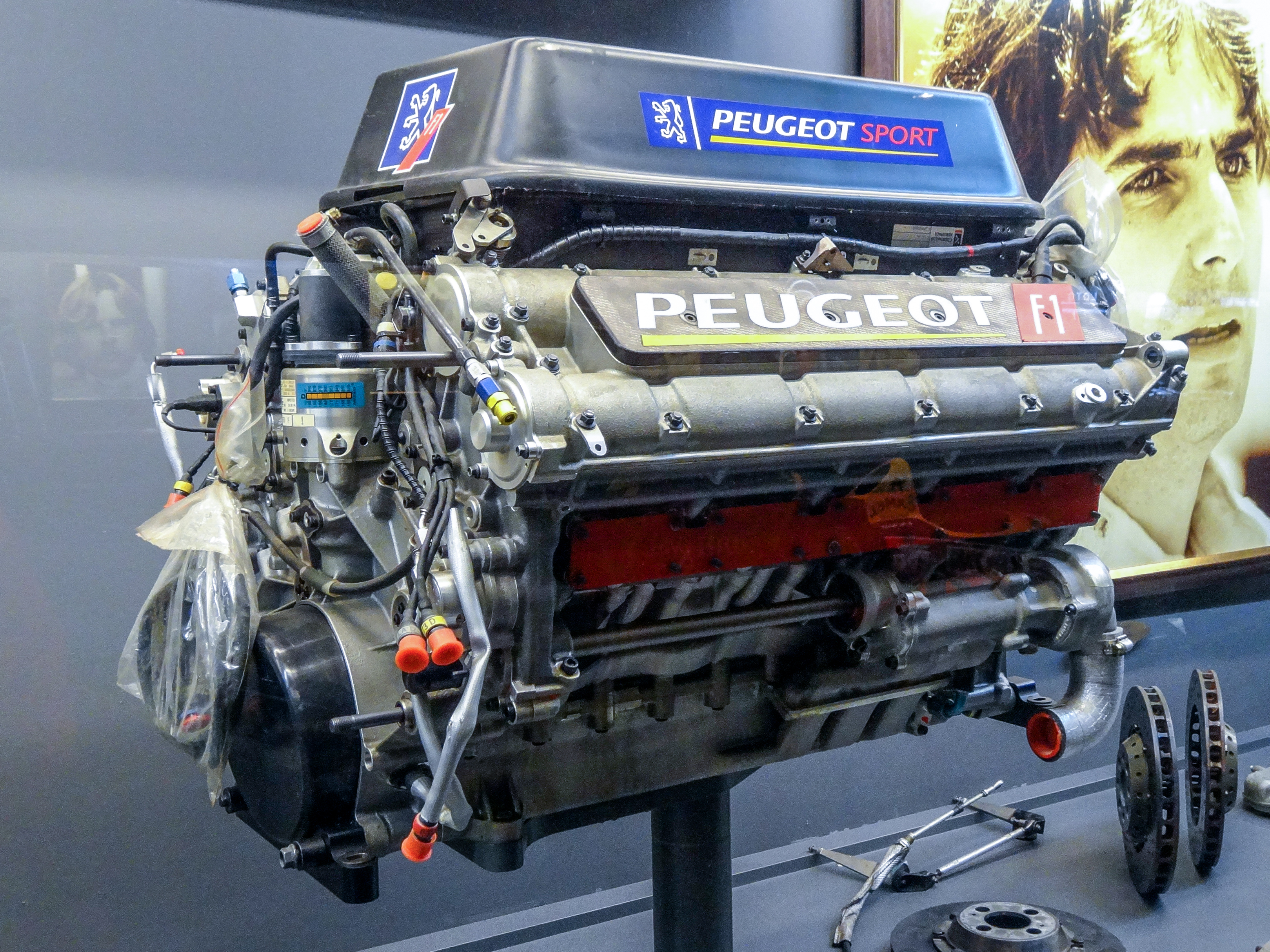
Le moteur V10 Peugeot

Fin 1992, Honda se retire de la Formule 1, ce qui marque la fin de sa fructueuse collaboration avec McLaren. En 1993, McLaren utilise un moteur Ford moins puissant que les blocs Ferrari et Renault. Ron Dennis part en quête d'un nouveau motoriste et, après avoir rencontré le président du groupe Chrysler Bob Lutz au Salon de Francfort, il demande aux ingénieurs d'adapter la MP4/8 pour recevoir le V12 Lamborghini rebadgé Chrysler. La MP4/8B roule le 20 septembre à Silverstone avec Ayrton Senna. Le Brésilien juge ce moteur puissant mais trop brutal à l'approche du rupteur. Mauro Forghieri corrige cela et une deuxième séance d'essais a lieu à Estoril après le Grand Prix du Portugal. Au cours de cette séance, Mika Häkkinen bat le record de la piste de plus d'une seconde. Senna demande même à Dennis d'utiliser ce moteur en fin de saison sans succès.
Finalement, aucun contrat n'est signé et McLaren annonce fin septembre que Peugeot va être leur motoriste pour les trois prochaines saisons. Les ingénieurs de Peugeot Sport commencent à faire tourner ce moteur au banc en décembre. Bien que le bloc sochalien a la même cylindrée que celui équipant la Peugeot 905 victorieuse des 24 Heures du Mans 1993, il est différent en tout point et est plus léger de 18 kilos, plus compact et plus puissant.

## Choix des pilotes
Fin 1993, Ayrton Senna quitte McLaren pour rejoindre Williams-Renault, la meilleure écurie du moment. Pour le remplacer, Ron Dennis contacte Alain Prost qui teste la MP4/9 en février puis en mars avant de décider de ne pas s'engager,. Il explique cela par un manque de motivation. Cela fait de Mika Häkkinen le leader de l'équipe. 
Dennis contacte les Britanniques Johnny Herbert et Martin Brundle pour le second baquet. Herbert décline car il est sous contrat avec Lotus-Mugen. Alors que Peugeot compte proposer Philippe Alliot comme second pilote, Ron Dennis lui préfère Brundle.

## Déroulement de la saison

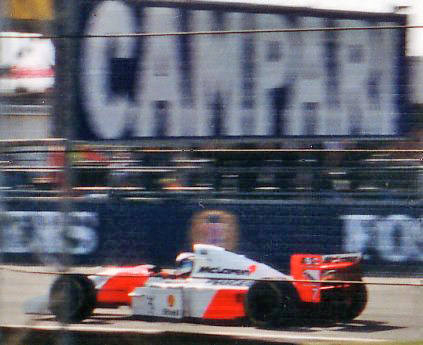
Mika Häkkinen à bord de la McLaren MP4/9 lors du Grand Prix de Grande-Bretagne 1994

La saison commence au Brésil où Mika Häkkinen se qualifie en 8e position tandis que Martin Brundle est 18e sur la grille. Aucun d'eux ne voit la ligne d'arrivée : Hakkinen casse son moteur après treize tours tandis que Brundle, septième au 34e tour, abandonne après un carambolage provoqué par Jos Verstappen. Un second double abandon consécutif se produit au Grand Prix du Pacifique : Häkkinen, qualifié 4e, sur panne hydraulique, et Brundle, qualifié 6e, à cause d'une surchauffe.
L'écurie obtient son premier podium et ses premiers points de la saison au cours du tragique Grand Prix de Saint-Marin, avec la troisième de place de Häkkinen ; c'est le premier podium d'un moteur Peugeot en Formule 1. Häkkinen couvre même quelques tours en tête, les premiers du motoriste sochalien.
À Monaco, si Häkkinen, en première ligne, est éliminé par un accrochage avec Damon Hill dès les premiers mètres de course, Brundle termine deuxième. Ces deux podiums consécutifs classent McLaren-Peugeot à la cinquième place provisoire du championnat, au contact de Jordan Grand Prix et devant sa rivale Williams.
Lors des trois Grands Prix suivants, les deux voitures abandonnent sur des problèmes de fiabilité, dont quatre pannes moteur. McLaren demeure cinquième du championnat mais est menacée par la modeste écurie Sauber ; Williams, en proie à des difficultés sur les premiers Grands Prix, a logiquement pris le large.
Häkkinen apporte un nouveau podium à Silverstone mais un nouveau double abandon a lieu en Allemagne. Au classement constructeurs, McLaren-Peugeot demeure engluée dans le peloton, en cinquième place.
En Hongrie, Brundle, troisième à quelques tours de l'arrivée, renonce sur une panne d'alternateur et est tout de même classé quatrième.
La situation s'arrange lors des quatre Grands Prix suivants où Häkkinen termine à chaque fois sur le podium. Aucun point n'est ramené du Japon mais Brundle conclut la saison avec une troisième place en Australie.
Cette bonne fin de saison permet à McLaren-Peugeot de terminer quatrième du championnat des constructeurs. Malgré huit podiums, l'écurie ne s'est pas montrée à la hauteur de la Williams FW16 et de la Benetton B194, qui ont dominé la saison. Ferrari et sa 412 T1 devance même franchement McLaren, qui obtient son pire classement depuis 1983 et n'a pas remporté de Grand Prix, une première depuis 1980.
En 1995, McLaren, lasse de la fiabilité hasardeuse du bloc sochalien, s'équipe auprès de Mercedes-Benz qui revient en Formule 1 tandis que Peugeot fournit ses moteurs à Jordan Grand Prix.

## Résultats en championnat du monde de Formule 1
| Saison | Écurie                   | Moteur            | Pneus    | Pilotes         | Courses | Courses | Courses | Courses | Courses | Courses | Courses | Courses | Courses | Courses | Courses | Courses | Courses | Courses | Courses | Courses | Points inscrits | Classement |
| Saison | Écurie                   | Moteur            | Pneus    | Pilotes         | 1       | 2       | 3       | 4       | 5       | 6       | 7       | 8       | 9       | 10      | 11      | 12      | 13      | 14      | 15      | 16      | Points inscrits | Classement |
| ------ | ------------------------ | ----------------- | -------- | --------------- | ------- | ------- | ------- | ------- | ------- | ------- | ------- | ------- | ------- | ------- | ------- | ------- | ------- | ------- | ------- | ------- | --------------- | ---------- |
| 1994   | Marlboro McLaren Peugeot | Peugeot A4/A6 V10 | Goodyear |                 | BRÉ     | PAC     | SMR     | MON     | ESP     | CAN     | FRA     | GBR     | ALL     | HON     | BEL     | ITA     | POR     | EUR     | JAP     | AUS     | 42              | 4e         |
| 1994   | Marlboro McLaren Peugeot | Peugeot A4/A6 V10 | Goodyear | Mika Häkkinen   | Abd     | Abd     | 3e      | Abd     | Abd     | Abd     | Abd     | 3e      | Abd     |         | 2e      | 3e      | 3e      | 3e      | 7e      | Abd     | 42              | 4e         |
| 1994   | Marlboro McLaren Peugeot | Peugeot A4/A6 V10 | Goodyear | Martin Brundle  | Abd     | Abd     | 8e      | 2e      | Abd     | Abd     | Abd     | Abd     | Abd     | Abd     | Abd     | 5e      | 6e      | Abd     | Abd     | 3e      | 42              | 4e         |
| 1994   | Marlboro McLaren Peugeot | Peugeot A4/A6 V10 | Goodyear | Philippe Alliot |         |         |         |         |         |         |         |         |         | Abd     |         |         |         |         |         |         | 42              | 4e         |

Légende : ici 